# 구미 금강사 금동약사여래입상
구미 금강사 금동약사여래입상(龜尾 金剛寺 金銅藥師如來立像)은 대한민국 경상북도 구미시, 금강사에 있는 고려시대의 금동약사여래입상이다. 2004년 10월 14일 경상북도의 유형문화재 제352호로 지정되었다.

## 같이 보기
- 금강사

## 참고 자료
- 구미금강사금동약사여래입상 - 국가유산청 국가유산포털